# Stronie (powiat wadowicki)

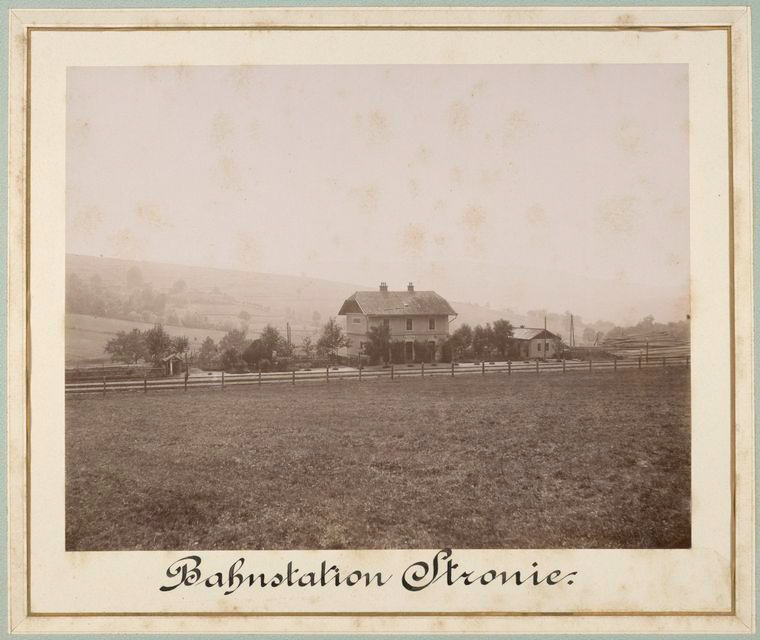
Stronie – stacja kolejowa, fotografia A. Szuberta z ok. 1897 r.

Stronie – wieś w Polsce, położona w województwie małopolskim, w powiecie wadowickim, w gminie Stryszów.

## Położenie
Wieś leży na Pogórzu Wielickim, na północ od Chełmu, przy szosie Klecza – Brody i linii kolejowej Kraków – Zakopane.

## Nazwa
Nazwę miejscowości w zlatynizowanej staropolskiej formie Stronye wymienia w latach 1470–1480 Jan Długosz w księdze Liber beneficiorum dioecesis Cracoviensis.

## Integralne części wsi
| SIMC    | Nazwa   | Rodzaj     |
| ------- | ------- | ---------- |
| 0071000 | Jagnięd | część wsi  |
| 0071023 | Kąty    | przysiółek |
| 0071017 | Przygon | część wsi  |
| 0071030 | Ubocz   | przysiółek |
| 0071046 | Za Górą | przysiółek |

## Historia
Założona przez książąt oświęcimskich w XIV wieku. Jako wieś książęca należała do zamku w Barwałdzie Górnym, później do starostwa barwałdzkiego jako wieś królewska. Jako właściciela Długosz podaje w 1470 roku Jana Strońskiego herbu Janina.
W 1646 roku wyłączona ze starostwa barwałdzkiego i jako część „dzierżawy zakrzowskiej” włączona do starostwa lanckorońskiego. Po 1777 roku własność księżnej Franciszki Kurlandzkiej i jej potomków Carignanów i Montleartów. Na początku XX w. istnieje w Stroniu tylko drobna własność chłopska.
W latach 1975–1998 miejscowość należała administracyjnie do województwa bielskiego.

## Zabytki
Obiekt wpisany do rejestru zabytków nieruchomych województwa małopolskiego.
- Kaplica pw. św. Jana.
Zabytkowa, murowana kaplica o sklepieniu kolebkowym, cebulastej kopule, zakończona ośmioboczną latarnią z kopułką. Wewnątrz posąg Chrystusa upadającego pod krzyżem. Pochodzi z końca XVIII wieku.